# Madden NFL 97
Madden NFL 97 è un videogioco sportivo sviluppato e pubblicato dall'Electronic Arts nel 1996 per le principali piattaforme di gioco. È il secondo videogioco della Madden NFL. Sulla copertina come testimonial è presente John Madden. Madden NFL 97 è il primo Madden NFL che è stato creato per console 32-bit. È stato originariamente creato per la PlayStation e Sega Saturn, ma altre versioni sono state distribuite, compresa la versione 16-bit per SNES.